# Costus pulverulentus
Costus pulverulentus är en enhjärtbladig växtart som beskrevs av Karel Presl. Costus pulverulentus ingår i släktet Costus och familjen Costaceae. Inga underarter finns listade.

## Bildgalleri

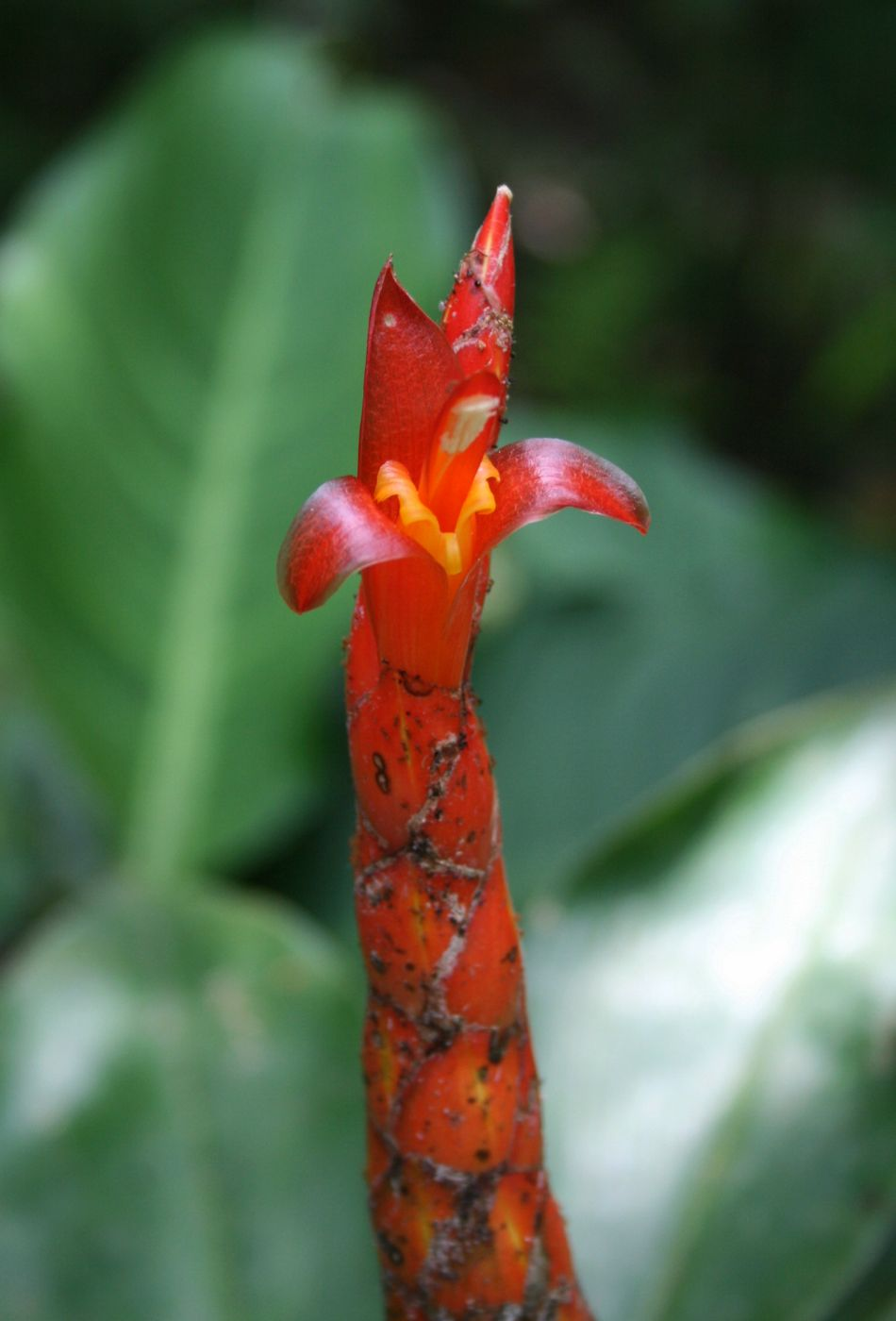